# Кобла (ансамбль)
Кобла — ансамбль традиционной музыки Каталонии, северо-восточного региона Испании.
Этот оркестр обычно исполняет аккомпанемент для традиционного народного хороводного танца сардана.
Современный оркестр кобла состоит, как правило, из 11 музыкантов: флавиоль (одноручная продольная флейта), тамбори́ (барабан), по две тиблы и тено́ры (деревянные духовые инструменты с двойной тростью), две трубы, вентильного тромбона, двух фискорнов (басовый флюгельгорн in C) и контрабаса (иногда обычные четырехструнные, но часто специальные трехструнные инструменты). На флавиоле и табмори играет один исполнитель. Сардана традиционно начинается небольшим соло флавиоля, и одиночным ударом тамбори. Обычно включает в себя продолжительное и виртуозное соло теноры.